# ドイツ統一の日
ドイツ統一の日（ドイツとういつのひ、ドイツ語: Tag der Deutschen Einheit）は、統一条約の規定によって1990年10月3日にドイツが再統一したことを記念するドイツ連邦共和国の建国記念日。ドイツにおいて10月3日は祝日と定められている。

## ドイツの国家記念日の歴史

### 1870年以前
1870年以前は、ドイツのそれぞれの領邦や地域において、おもに王や領主などの即位の日が国家記念日と考えられてきた。

### 第二帝政
1871年1月18日のドイツ統一によるドイツ帝国樹立といった日は、国家記念日とならなかった。しかし9月2日は、普仏戦争におけるセダンの戦いでの勝利を祝う「セダン記念日」（Sedantag）として祝われた。ただしこの記念日は皇帝ヴィルヘルム1世が正式に認めたものではなかった。
1871年にドイツ帝国が樹立されると、国家全体としての記念日を求める機運が盛り上がるが、結局は3つ出された案の中から記念日に指定されたものはなかった。1873年までにはセダン記念日が国民のあいだでしだいに定着する一方で、ヴィルヘルム1世戴冠の日である1月18日や普仏戦争の講和条約であるフランクフルト条約調印の日である5月10日は記念日としての関心が集まらなかった。セダン記念日には国内各地や大学において祝賀行事が行われ、また9月の上旬になると戦争記念碑が落成された。さらにプロイセン王国などの領邦の一部の教育省は、セダン記念日を正式な休校日とした。その一方で皇帝のパレードや皇帝誕生日といったものの重要性は広まることがなかった。また、皇帝戴冠の日である1月18日を国家記念日に指定しようとする動きはたびたびあったが、ヴィルヘルム1世はこれを拒否した。1月18日はまた、プロイセン王国初代国王フリードリヒ1世の戴冠の日でもあり、そのために帝国全体の祝日とはならなかった。
セダン記念日は軍隊的要素が大きいため、民間人の祝日としては疑問を呈するむきもある。このためライン＝ヴェストファーレン県では、9月2日の前夜にベルを鳴らし、かがり火をたき、愛国的な歌を歌い、また一部ではアウクスブルク平和祭のような催しを実施するなど、「ドイツらしい」祝祭やパレードを行なうことを提案している。

### ヴァイマル共和政
1919年7月31日、ヴァイマル憲法の最終案がヴァイマル国民議会で採択された。「民主政の誕生」を記念して、大統領フリードリヒ・エーベルトが憲法に署名した8月11日を憲法記念日として、国家記念日に制定した。

### 第三帝国
政権を掌握してまもなく、ナチ党は、1933年にメーデーをドイツ国の国家記念日とした。メーデーは1890年から挙行されており、「労働者の闘争の日」と考えられていた。また5月1日は、もともと民族的な風習としてヴァルプルギスの夜を祝う日でもあり、そのためナチのイデオロギーとして2つの重要な価値を持つ日である。ところが1933年5月1日にはじめて祝賀行事が挙行された翌日に労働組合活動が禁止され、活動拠点となっていた建物が急襲された。

### 西ドイツ
1953年6月17日にドイツ民主共和国（東ドイツ）で発生した市民蜂起（6月17日蜂起）について、ドイツ連邦共和国（西ドイツ）では1954年から1990年まで「ドイツ統一の日」（Tag der deutschen Einheit。deutschen の d は小文字）という法律上の祝日とした。また1963年からこの日は連邦大統領の布告により「ドイツ民族の記念日」となった。

### 東ドイツ
東ドイツでは1949年10月7日に建国を宣言したことから、10月7日を建国記念日（共和国の日 (東ドイツ) Tag der Republik ）とし、祝日とされていた。
この日には、カール＝マルクス＝アレーでの国家人民軍の軍事パレードなどが行われていた。建国40周年となる1989年10月7日のすぐ後に社会主義統一党による一党独裁制が終焉し、翌年の10月7日より前に西ドイツへ吸収されたため、1989年10月7日が最後の「共和国の日」となった。

## 再統一以後

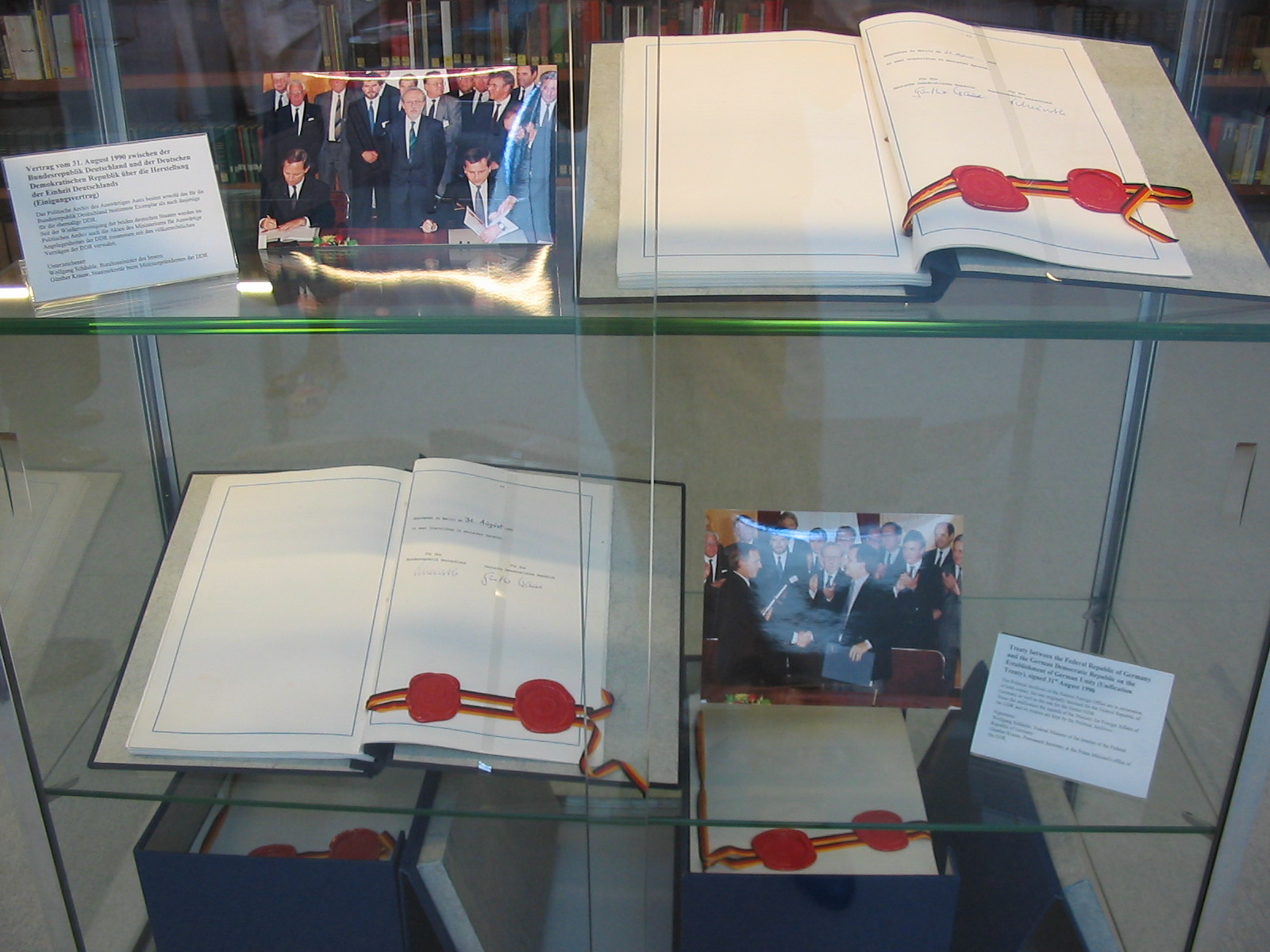
東西ドイツの両代表が交わした統一条約
ベルリンの連邦外務省で展示されている

1990年10月3日のドイツ再統一後、当初は1989年にベルリンの壁が崩壊した日である11月9日が国民の祝日に指定されていた。ところが、この日は1923年のヒトラー・ルーデンドルフ一揆、1938年の水晶の夜がそれぞれ起こった日でもあり、祝日とするのは不適切であると考えられたため、再統一ドイツが成立した10月3日を国民の祝日とした。
※ドイツの歴史における11月9日については、「特異日」も参照すること。

### 1990年の展開
第二次世界大戦以来はじめて、ベルリンの帝国議会議事堂へドイツ全土から選挙された国民の代表が入っていった。統一条約の第2条において10月3日の「ドイツ統一の日」（Tag der Deutschen Einheit。1990年以降のもので、Deutschen の D が大文字となっている）をドイツ連邦共和国における法律上の祝日とすることがうたわれており、これによって連邦法でも10月3日をドイツ統一の日として祝日とすることが定められている。連邦としての国民の祝日はこのドイツ統一の日のみであり、ほかの祝日は連邦州ごとに定めたものである。
10月3日を選んだ経緯として、東ドイツは1990年の一連のできごとを受けて経済や政治の崩壊を恐れたことからできるだけ早い期日を目標としており、東西ドイツとアメリカ合衆国、ソビエト連邦、イギリス、フランスの2プラス4による協議の結果が欧州安全保障協力機構の外相会合において報告されることになっていたのが1990年10月2日であったため、もっとも早く統一できる期日というのが1990年10月3日水曜日だったのである。またこの年の7月上旬には東西ドイツの両政府のあいだで、東ドイツ各州の議会選挙を10月14日に、再統一ドイツの連邦議会選挙を12月2日にそれぞれ実施することを決定していた。
この結果、統一条約のための協議中に両国内において選挙法や日程といったことが議論となった。他方で東ドイツでは経済情勢が目に見えて急速に悪化し、そのため同年3月に行われた人民議会選挙のあとに閣僚評議会議長となっていたロタール・デメジエールは東ドイツ各州の西ドイツへの編入を急がせていた。ところが8月上旬に、西ドイツの連邦議会において再統一ドイツにおける総選挙の期日を10月14日に早めることに失敗し、結局は12月2日に実施することとなった。選挙の共同実施や選挙法の整備といったものは予定通りに進んでいたが、選挙人名簿は遅くとも投票日の8週間前までに作成されなければならず、この期限は1990年10月7日日曜日となった。選挙人名簿の規定によりすべての有権者は、選挙区域となる州に40週以上居住する市民でなければならなかった。このため「連邦政府は10月2日以降の期日であれば統一を受け入れる」という閣議決定により、東ドイツ諸州が西ドイツに編入するもっとも早い期日が定められた。統一の期日の決定は8月22日午後9時に開始された人民議会の特別会議でデメジエールが表明した。激しい議論ののち、日付が変わった8月23日午前2時30分、人民議会議長兼東ドイツ暫定国家元首のザビーネ・ベルクマン＝ポールは以下のように述べて採決の結果を報告した。
（日本語仮訳）人民議会は1990年10月3日より、ドイツ連邦共和国基本法第23条の規定に従って、ドイツ民主共和国を同法の効力のもとに編入することを宣言します。これはみなさんのお手元の印刷物第201号に提示しております。投票総数は363でした。このなかに無効となる票はありません。294名の議員が賛成票を投じております（CDU/DA、DSU、FDPから大きな拍手が起こり、SPDの一部の議員は立ち上がった）。
62名の議員が反対票を投じ、7名の議員が投票を棄権しております。議員のみなさん、これはまさに歴史的事件であると私は思います。私たちは軽くはない決断を下しましたが、これはドイツ民主共和国の市民に対する責任を果たし、有権者の意思に適うものであります。政党の垣根を越えて意見を集約し、今回の結果を導く努力をされたすべてのみなさんに私は感謝を申し上げます。
議会の決定後ただちに、社会主義統一党/民主社会党 (SED/PDS) 議長のグレゴール・ギジは声明を発表し「議会は1990年10月3日にドイツ民主共和国を破滅させることを決したに過ぎない」と応じた。

### 祝日としての制定
統一条約は8月23日に署名されたが再統一ドイツでは条約署名も10月3日に祝ったため、1990年の西ドイツ地域では6月17日と10月3日が祝日となった。とくに1990年10月3日はドイツ統一旗がベルリンの帝国議会議事堂に掲げられた。
国法学上、ドイツ再統一は東ドイツがドイツ連邦共和国基本法の効力下に編入されたものである。このような憲法の移行によって再統一は東ドイツ市民や自由選挙で選出された人民議会が望んだように迅速に行なうことができた。

## 2004年の廃止議論
2004年11月3日、当時連邦首相だったゲアハルト・シュレーダーは経済活性化のために祝日としてのドイツ統一の日を廃止することを求め、従来行なわれている再統一記念行事は10月の第1日曜日に行うことを提案した。ところがこの提案に対しては連邦大統領のホルスト・ケーラーや連邦議会議長のヴォルフガング・ティールゼなど多方面から批判された。シュレーダーのこの求めについて、一部の市民からは労働時間の増大になるとして怒りを買い、また別の市民からは祝日を軽んじるものだという意見が挙がった。ドイツ統一の日の祝日廃止構想は短期的に活発な議論となったが、まもなく立ち消えた。

## 公式行事
1990年以降、連邦参議院議長の連邦州の州都においてドイツ統一の日を祝賀する公式行事が行なわれている。祝賀行事はいわゆる「ケーニヒシュタイン協定」によって、連邦州の人口の降順で行なわれている。この順番は1990年10月20-21日にミュンヘンで開かれた連邦州首相会議で決定されたものであるが、その後再統一ドイツ内での住民の移動から各州の人口が変化したため、2016/17年までの開催順は実際の人口の順序とは多少異なっている。
ドイツ統一の日には慣例的に、連邦州や州政府が "Ländermeile" と呼ばれる市民祭を開催している。この催事は以下の都市で行なわれてきた。
| 年   | 都市                     | 連邦州                                     | 年   | 都市                     | 連邦州                                     |
| ---- | ------------------------ | ------------------------------------------ | ---- | ------------------------ | ------------------------------------------ |
| 1990 | 連邦首都ベルリン         | 連邦首都ベルリン                           | 2001 | マインツ                 | ラインラント＝プファルツ州（州都）         |
| 1991 | 自由ハンザ都市ハンブルク | 自由ハンザ都市ハンブルク                   | 2002 | 連邦首都ベルリン         | 連邦首都ベルリン                           |
| 1992 | シュヴェリーン           | メクレンブルク＝フォアポンメルン州（州都） | 2003 | マクデブルク             | ザクセン＝アンハルト州（州都）             |
| 1993 | ザールブリュッケン       | ザールラント州（州都）                     | 2004 | エアフルト               | テューリンゲン州（州都）                   |
| 1994 | ブレーメン               | ブレーメン州（州都）                       | 2005 | ポツダム                 | ブランデンブルク州（州都）                 |
| 1995 | デュッセルドルフ         | ノルトライン＝ヴェストファーレン州（州都） | 2006 | キール                   | シュレースヴィヒ＝ホルシュタイン州（州都） |
| 1996 | ミュンヘン               | バイエルン州（州都）                       | 2007 | シュヴェリーン           | メクレンブルク＝フォアポンメルン州（州都） |
| 1997 | シュトゥットガルト       | バーデン＝ヴュルテンベルク州（州都）       | 2008 | 自由ハンザ都市ハンブルク | 自由ハンザ都市ハンブルク                   |
| 1998 | ハノーファー             | ニーダーザクセン州（州都）                 | 2009 | ザールブリュッケン       | ザールラント州（州都）                     |
| 1999 | ヴィースバーデン         | ヘッセン州（州都）                         | 2010 | ブレーメン               | ブレーメン州（州都）                       |
| 2000 | ドレスデン               | ザクセン州（州都）                         | 2011 | 連邦市ボン               | ノルトライン＝ヴェストファーレン州         |

## そのほかの祝賀行事
近年、ドイツ統一の日にはベルリンのブランデンブルク門や6月17日通りでコンサートなどが開かれている。1997年からはモスク協会がドイツ統一の日に、ムスリムがドイツ社会の参加者であるという自己理解を深めるために「開かれたモスクの日 (Tag der offenen Moschee)」を行なっている。